# Liste der Schweizer Botschafter in Israel
Schweizer Botschafter in Israel.

## Missionschefs
Ab 1951 selbständige Gesandtschaft, seit 1958 Botschaft.
Gesandte:
- 1951–1954: Otto Karl Seifert (1902–1971)
- 1954–1957: Fritz Hegg (1903–1961)
- 1957–1958: Felix Schnyder (1910–1992)

Botschafter:
- 1958–1961: Emile Bisang (1900–1975)
- 1961–1964: Pierre François Brügger (1900–1974)
- 1964–1969: Jean de Stoutz (1913–1973)
- 1969–1974: Hansjörg Hess (1916–)
- 1974–1977: Jacques Ruedi (1919–2012)
- 1978–1983: Ernest Bauermeister (1920–1986)
- 1983–1987: Pierre-Yves Simonin (1937–)
- 1987–1989: Jean-Pierre Keusch (1932–)
- 1989–1993: Jean Olivier Quinche (1935–)
- 1993–1996: Gaspard Bodmer (1931–2000)
- 1996–2000: Pierre Monod (1941–)
- 2000–2008: Ernst Iten (1941–)
- 2008–2011: Walter Haffner (1958–)
- 2012–2016: Andreas Baum (1963–)
- 2016–2021: Jean-Daniel Ruch (1963–)
- 2021–2024: Urs Bucher (1962–)
- seit 2024: Simon Geissbühler (1973–)